# Shamsabad (Agra)
Shamsabad è una suddivisione dell'India, classificata come municipal board, di 27.260 abitanti, situata nel distretto di Agra, nello stato federato dell'Uttar Pradesh. 